# Nissa (germana de Mitridates)
Nisa o Nissa (en llatí Nysa o Nyssa, en grec antic Νύσα o Νύσσα) era una princesa del Pont, germana de Mitridates VI Eupator.
Luci Licini Lucul·le la va fer presonera a Cabeira, cosa que en realitat va ser una sort, ja que es va salvar del destí d'altres germanes i esposes del rei del Pont a les que aquest va fer matar a Farnàcia per evitar la seva caiguda en mans dels romans, segons explica Plutarc.